# Romance de Vila Franca
O Romance de Vila Franca, de seu título completo Romance que se fez d'algumas mágoas, e perdas que causou o tremor de Vila Franca do Campo, é uma descrição oral do terramoto que soterrou Vila Franca do Campo na noite de 21 para 22 de Outubro de 1522, uma das maiores catástrofes naturais que atingiram os Açores, provocando alguns milhares de mortos. Este romance é a mais antiga peça de literatura oral recolhida nos Açores.

## A versão de Gaspar Frutuoso
Existem várias lições (isto é versões) do texto, sendo a mais antiga a recolhida por Gaspar Frutuoso, por volta de 1590, ou seja cerca de 70 anos após os acontecimentos que lhe deram origem: 
Em Vila Franca do Campo

Que de nobre precedia

Na ilha de São Miguel

A quantas vilas havia,

Era de mil e quinhentos

E vinte e dois que corria,

Vinte e dois dias de Outubro,

Quarto de Lua seria:

Era uma quarta-feira,

Quarta-feira triste dia,

E em a noite mais serena

Que o céu fazer podia,

Inda que corre Levante

Nada d’ele se sentia;

Não corre bafo de vento,

Nem folha d’árvore bolia,

Estrelado estava o céu,

Nuvem não o escurecia.

Ante manhã duas horas

Inda não amanhecia,

Começou tremer a terra,

Mais que outras vezes tremia,

E a dar fortes balanços

Parecendo maresia:

Não treme do baixo a cima,

Mas para os lados tremia.

Nem abre boca nenhuma

O espírito que isto fazia;

Sacudiu somente a terra

Dos lados em que feria.

Sacode a terra dos ombros,

Com o peso que sentia

O grão gigante Almoural

Que deitado ali jazia.

Movem-se todas as cousas

Quando seu corpo movia;

Estrondo que faz a terra

Roncos são do que dormia,

Que de ser velho cansado

Ronca quando adormecia.

Correu a terra d’um monte

Que d’alta serra pendia,

E com ímpeto furioso

Sobre a vila se estendia,

Ali começa a dar gritos

A gente que se afligia,

Deles chamaram por Deus,

Deles por Santa Maria.

Quando chegou a manhã

Nenhum deles parecia

Que correu daquela terra

Que sobre a vila jazia,

Essa gente que escapara

Como pasmada morria;

Outra que viva ficava

Vivendo assi não vivia.

Aqui chega Frei Afonso,

E com a tocha que trazia

Da Ordem de São Domingos

De Toledo reluzia,

Esse padre glorioso

Que da glória parecia.

Para consolar o povo

Assi falava e dizia:

Confessai-vos, irmãos meus,

Em quanto vos dura o dia,

Rezai todos o rosário

Da virgem Santa Maria;

Edificai-lhe uma casa

Indo a ela em romaria,

Tomai-a por valedora

Que ela por vós rogaria,

Tende nela confiança

Que certo vos valeria.

Não acaba de falar

Quando a casa se fazia,

Uns acarretam pedra

Outros madeira d porfia.

Trabalham moços e velhos,

Pessoas de gram valia,

Até as nobres mulheres

Serviam sem fantasia.

Trazem telha dos telhados

Que no arrabalde havia,

Como formigas ligeiras,

Andam a quem mais faria,

Tanto que em poucos dias

A Ermida já servia,

Já celebram missa nela

Já lá vão em romaria.

O Capitão Rui Gonçalves

Que da Câmara se dizia,

Como soube em sua quinta

Desta terra que corria,

Manda selar seu cavalo

À espora-fita corria,

Para socorrer o seu povo

Que estava nesta agonia.

E chegando a Vila Franca

Do Campo, campo só via,

Campo em que estivera Tróia

Que soberba ser soía

De mui populosas casas

Nem uma só aparecia,

Seus paços postos por terra

Terra que neles cobria,

Com seu filho e duas filhas

A quem ele muito queria,

Também um filho bastardo

Que não tinha bastardia,

E uma sua irmã

Chamada dona Melícia.

Dissimula sua dor

Ainda que muito a sentia;

Seus olhos se arrasam d'água

Por mais que ele se encobria,

Com coração esforçado

De senhor de gram valia,

Esforça todo seu povo

Que de pasmo falecia.

Manda logo cavar gente

Onde antes estar soía

O Santíssimo Sacramento

Cuidando que se acharia,

Vendo quanto Deus nos ama

Quão grande bem nos queria,

Que querendo dar castigo

Sobre si o tomaria,

Em todos nossos trabalhos

Companhia nos faria;

Dos açoutes que nos dava

Também participaria,

Sendo uma vez sepultado

Outra se sepultaria;

Por estranhar nossas culpas

A si mesmo enterraria.

Mas tão mal cheiravam elas

Que Deus dali se desvia;

Pois que cavando a gram pressa

Ali já não aparecia.

A arca acham no Altar

Mas sem ele estava vazia:

Não sabem se foi ao céu,

Se na terra ficaria

Nalgum sacrário metido,

Para o qual se mudaria.

Alguns sinais viram disto

A gente que ali acudia,

Vendo daquele lugar

Uma nuvem que subia,

Ouvindo muitos cantares

De suave melodia,

Suspeitando ser dos anjos,

Alguma gram companhia

Que da terra para os céus

A Deus acompanharia;

Ou por mãos angelicais

Noutra Vila se poria.

Mas quando não foi achado,

Um grande grito se erguia,

Daquela grande companha,

Que misericórdia pedia;

Vendo uma tal maravilha

Com gritos ninguém se ouvia

Daquele povo tão triste

Quem então não gritaria?

Batendo todos nos peitos

Quem peitos não quebraria?

Em tempo de tanta angústia

Pois deles seu Deus fugia.

Para lhe pedir remédio

Naquela triste agonia,

Já não sentem perder nada

Só não ver Deus se sentia.

Este castigo mais choram,

Este só mais lhe doía,

Vendo apartar-se Deus deles

Quem não esmoreceria?

Depois cavam em outras partes

Por ver se alguém vivia,

Acham mortos pelas ruas,

Que a terra afogado havia.

Outros acham em seus leitos

Sem temor do que viria,

Cuidando dormir de noite

Mas também dormem de dia,

Sono de uma noite só

Para sempre duraria.

Alguns vivos se acharam

Pouco número seria,

Mas quem quer que os vira vivos

Por mortos os julgaria:

Tinham todos cor da terra

Que toda a Vila cobria:

Mas não cobre uma criança

Que só três anos havia,

A qual acharam folgando

Sobre a tábua em que jazia.

Nove dias são passados

Depois de morta a alegria

Quando com gram diligencia

A gente cavando ia:

Causa de grande tremor

Quem contar ousaria,

Indo o povo em procissão

Que com choro se fazia,

Ouvida foi uma voz,

Doutro mundo parecia,

Mui fraco vem o tom dela

Porque do centro saia.

Muitos ouvem o som confuso

Mas ninguém o entendia;

Ali vem o Capitão

Que a tudo sempre acudia:

Manda cavar a gram pressa

Aonde aquele tom se ouvia,

Entendendo que era gente,

Que soterrada gemia.

Depois de muito cavar

Uma trave se descobria,

Com a ponta para o chão

Que encostada assi jazia;

Fazem logo uma abertura

Em um vão que ali havia,

Vão era que fora logea

Onde sobrado caia.

Saem por elas três vivos,

Mortos cada um parecia,

Com as mãos alevantadas

Como cada um saía;

Joelhos postos no chão

A seu Deus graça rendia,

Pelo livrar de tal morte,

Que, vivendo, ali sofria;

Onde estavam mais confusos

Não sabendo o que seria,

Se era toda a gente morta

Ou se o mundo se fundia:

Não sabem quando amanhece

Se um galo lho não dizia,

Que cantava a horas certas,

Que sempre cantar soía;

Mantinham-se de biscoito

Que para viagem havia,

Que queriam navegar

Para onde o sol saía;

Onde tinham sua terra

Mas a terra lho impedia,

Que correndo aquela noite

Ali todos os prendia;

Bebem água que do lodo

Gota a gota lhe caía,

E também de uma fundagem

Que vinagre se fazia:

Assaz de morte passava

Quem escuro ali vivia,

Contavam isto chorando,

Com choro o povo os ouvia,

Tantas lágrimas choravam

Que a terra se humedecia.

Já não choram seus parentes

Mortos que a terra cobria

Muito mais choravam os vivos

Que mais morre o que vivia,

Não choram amigos mortos

Nada disto lhes doía;

Pois sabem que tarde ou cedo

Qualquer dos vivos morreria,

Choram não saber da morte

Em que estado os tomaria;

E mais choram a si mesmos

Pelo que ainda se temia,

Choram seus próprios pecados

De que o castigo nascia;

Que quem planta culpas graves

Graves castigos colhia.

Era tudo ali um grito

Que ao céu empíreo subia:

Pedem misericórdia a Deus

Cada um assim dizia:

Senhor Deus, misericórdia,

Que eu, meu Deus, não merecia.

Também tiraram um morto

Que entre eles jazia,

Que faleceu às escuras

Entre a viva companhia,

A quem dava gram trabalho

Pelo muito que fedia,

O qual depois d’enterrado

Como a outros se fazia:

Vão todos em procissão

A uma Ermida que havia,

Da Virgem Santa Catarina

Que de paróquia servia;

Dão todos graças a Deus

Como cada um podia,

Pelos livrar da prisão

Da terra que os cobria.

Cinco mil foram os mortos

Que em toda a Ilha haveria,

Por que afirmam os antigos

Tantos morreram em tal dia:

Outros contam nesta conta

Os que a peste feria,

Logo nos anos seguintes

Em que entre os vivos ardia:

O que parece mais certo,

Que então tantos não havia,

Alguns morreram nos lugares

Debaixo da casaria,

Que com o tremor de terra

Em todas partes caía.

Morreram religiosos,

Morreu muita clerezia;

Morre muita gente nobre

Que em toda a ilha vivia,

Qualquer rico e poderoso

Sem as riquezas partia;

Que por ventura ficava

A quem não lhe agradecia

Cuidando gozá-la muito

No melhor se despedia;

Não a logrou muitos anos

Nem jamais a lograria,

Se fez algum bem com ela

Isto só lhe valeria.

Morreram altos e baixos

Sem lhe valer fidalguia,

Morrem grandes e pequenos,

Todos a morte ofendia.

Mas mais morrem em Vila Franca

Onde mais povo havia

Quase todos ali morrem

Senão algum que fugia;

Mas são poucos os que fogem

Porque cada um dormia,

Poucos silo os que escaparam

Debaixo da terra fria

E alguns no arrabalde

Além da água que corria;

Outros escapam nas quintas

Porque Deus assim queria.

Cuidando ser acabado

O mal que mais não seria,

As nove horas são passadas

Depois que já o sol saía,

E eis torna a tremer a terra

Mais que dantes parecia,

Corre na Ponta da Garça

E na Maia o mesmo dia;

Terra que matou a muitos

Deste número e quantia,

Contando moços pequenos

De que contar não sabia;

Lembra-me das dores grandes,

Das pequenas me esquecia,

Onde houve magoas sem conto

Quem contar as poderia!

## Teófilo Braga e a publicação do Romance de Vila Franca
Publicando este notável romance sobre o terramoto de Vila Franca do Campo em 1522, não devemos deixar de dar uma notícia do historiador insulano Gaspar Frutuoso e do seu livro intitulado Saudades da Terra.
No ano de 1522, setenta e oito anos depois do descobrimento da Ilha de São Miguel, na então Vila de Ponta Delgada, nasceu Gaspar Fructuoso. Era seu pai lavrador chão e abonado na legítima frase da Ordenação, e como tal dedicava o filho para a vida do campo; Gaspar Fructuoso sentia uma propensão irresistível para os estudos de humanidades, e todas as vezes que seu pai o mandava tomar conta dos trabalhadores, ele os distraía com várias leituras dos livros com que sempre andava acompanhado. Isto decidiu o bom do pai a mandá-lo para uma das principais universidades da Europa; de facto, como conta Cordeiro na Historia Insulana, cursou o trivium e quadrivium na Universidade de Salamanca, recebendo ali o grau de Mestre em Artes.
Voltou à Ilha de São Miguel para receber as ordens do sacerdócio, e tornou para Salamanca a tomar o grau de Doutor em Teologia. Ali ouviu as lições do célebre moralista Frei Domingos do Sotto. A fama de suas virtudes e sabedoria granjeou-lhe a amizade de grandes dignitários da Igreja; o Bispo de Miranda, Dom João d’Alva, o fixou por algum tempo junto a si; leu teologia no Colégio dos Jesuítas em Bragança, donde veio para Lisboa, quando o Bispo de Miranda foi nomeado capelão mor de Dom Sebastião. A mitra de Miranda foi-lhe instantemente oferecida, mas Gaspar Fructuoso preferiu antes voltar para a sua Ilha, trocando o báculo por uma simples vigararia em Nossa Senhora da Estrela na vila da Ribeira Grande. Viveu uma vida quieta e ocupada com a prática das virtudes evangélicas, morrendo em 24 de Agosto de 1591, com setenta anos de idade. A sua rica livraria excedia quatrocentos volumes; foi deixada ao Colégio dos Jesuítas de Ponta Delgada, a quem fez depositário do manuscrito da sua História dos Açores, que intitulou Descobrimento das Ilhas ou Saudades da Terra.
Este livro notável ainda está inédito (Nota: foi publicado em 1961). Quando o Marquês de Pombal ordenou a expulsão dos Jesuítas, o Reitor do Colégio, em presença da corporação, ofereceu o livro ao Governador da Ilha de São Miguel, António Borges de Bettencourt, para que o conservasse. Nesse mesmo dia a fragata Graça levou todos os Jesuítas da ilha de São Miguel. Possui o original deste monumento o senhor Visconde da Praia (Nota: António Borges, o 2.º visconde), verdadeiro príncipe açoriano, que o obteve por compra a José Velho Quintanilha, que o recebera por herança do vigário da Lagoa, o ouvidor Luiz Bernardo, herdeiro do mencionado Governador da Ilha.
Existem duas cópias deste livro, uma de que é possuidor o Sr. José do Canto, outrora pertencente ao erudito João da Arruda, e autenticada por dois tabeliães; a outra pode ler-se na Biblioteca Pública de Lisboa, cujo traslado foi feito pelo Corregedor Veiga. Algumas destas notícias foram recolhidas de um velho professor micaelense, e aproveitadas pelo meu antigo amigo e condiscípulo António Pereira, no seu interessante estudo sobre os historiadores insulanos, que se pode ler no Santelmo, jornal literário, publicado em 1860.
O romance que publicamos, devemo-lo ao ilustre micaelense José de Torres, que de há muitos anos trabalha em uma "História Geral dos Açores", e para o que já tem extraordinários monumentos reunidos. Este romance foi publicado num jornal intitulado o Philólogo, n.º 5 e 6. Diz-nos o Sr. José de Torres: "Serviu à sua publicação no Philólogo (jornal de rapazes de 14 e 16 anos de idade) cópia tirada do apógrafo de parte das Saudades da Terra, que por sua própria mão tinha feito o nosso morgado João de Arruda, manuscrito que mais tarde foi comprado por José do Canto, cuido eu."
No Romanceiro Geral o publicámos (n.º 50), extraído do Agiologio de Cardoso, em uma lição tão breve, que supomos ser aquela a parte que andava na versão oral. O Sr. José de Torres disse também que não conhecia outro algum monumento desta natureza.

## Fonte
Texto extraído de:
- Cantos Populares do Arquipélago Açoriano, coligidos e anotados por Teófilo Braga, edição da Universidade dos Açores, Ponta Delgada, 1982, pp. 335–345.